# Filino de Atenas
Filino de Atenas, hijo de Nicóstrato (en griego antiguo: Φιλῖνος, Philînos; Atenas, siglo IV a. C..C.) fue un político y retor ateniense, contemporáneo de Demóstenes y Licurgo.

## Biografía
Filino es mencionado por Demóstenes, que afirma que era hijo de Nicóstrato y que había sido trierarca con él.
Harpocración menciona tres textos de Filino: Contra las estatuas de Esquilo, Sófocles y Eurípides, que era contra una propuesta de Licurgo de erigir estatuas a aquellos poetas; Contra Doroteo, que ha sido atribuida también a Hipérides; Causa judicial de los Croconidi contra Ceronida, que ha sido atribuida también a Licurgo; un antiguo gramático, citado por Clemente de Alejandría,  que afirma que Filino las cogió en préstamo de Demóstenes.